# Dénes Szécsi
Dénes Szécsi (Eger, 1400 - Esztergom, 1º de fevereiro de 1465) foi um cardeal do século XV.

## Biografia
Nasceu em Eger em 1400. De uma família aristocrática. Sexto dos oito filhos de Miklós Szécsi, magister tavernicorum , e Ilona Garai. Seu segundo nome era Nikolaus. Seu sobrenome também está listado como Zeech, Zecho e Zechus. Ele foi chamado de Cardeal de Eger ou de Esztergom.
Estudou em Viena; mais tarde, obteve o doutorado em direito canônico na Universidade de Bolonha.
Eleito bispo de Nyitra, 21 de abril de 1438. Consagrado (nenhuma informação encontrada). Transferido para a sé de Eger em 5 de junho de 1439. Promovido ao cardinalato a pedido da Rainha Elizabeth da Hungria.
Criado cardeal sacerdote no consistório de 18 de dezembro de 1439; recebeu o título de S. Ciriaco, em 8 de janeiro de 1440. Promovido à sé metropolitana de Esztergom, em 15 de fevereiro de 1440; ocupou a sé até sua morte; ele celebrou um conselho provincial em 1449. Coroado rei Ulászló I da Hungria em 1440. Legado do Papa Eugênio IV para coroar o rei Ladislau V em Székesfehérvár em 17 de julho de 1440; e estabelecer a paz com os barões do reino. Não participou do conclave de 1447, que elegeu o Papa Nicolau V. O novo papa confirmou o título de primaz da Hungria para ele e seus sucessores. Não participou do conclave de 1455, que elegeu o Papa Calisto III. O novo papa nomeou-o legado na Hungria para organizar a cruzada contra os turcos. Mandou construir um palácio junto à igreja de S. Maria na Via Lata, em Roma. Chanceler da Hungria em 1453; o rei o privou do cargo pouco antes de sua morte. Não participou do conclave de 1458, que elegeu o Papa Pio II. Também coroou o rei Mátyás Corvin da Hungria em 1458. Não participou do conclave de 1464]], que elegeu o Papa Paulo II. Ele reconstruiu a catedral de Esztergom.
Morreu em Esztergom em 1º de fevereiro de 1465. Enterrado na catedral metropolitana de Esztergom; ele deixou 8.000 escudos para aquela catedral.